# 卡羅琳·瑪蒂爾德 (什勒斯維希-霍爾斯坦)
卡羅琳·瑪蒂爾德（德語：Karoline Mathilde，1860年1月25日—1932年2月20日），什勒斯維希-霍爾斯坦公爵夫人，德意志皇后奧古斯塔·維多利亞的妹妹。

## 家庭
1885年，卡羅琳·瑪蒂爾德與什勒斯維希-霍爾斯坦公爵腓特烈·斐迪南結婚，兩人共有1子5女：
1. 維多利亞·阿德萊德（1885年—1970年）
2. 亞歷山德拉·維多利亞（英语：Princess Alexandra Victoria of Schleswig-Holstein-Sonderburg-Glücksburg）（1887年—1957年）
3. 海倫娜（英语：Princess Helena Adelaide of Schleswig-Holstein-Sonderburg-Glücksburg）（1888年—1962年）
4. 阿德萊德（英语：Princess Adelaide of Schleswig-Holstein-Sonderburg-Glücksburg）（1889年—1964年）
5. 威廉·腓特烈（1891年—1965年）
6. 卡羅琳·瑪蒂爾德（英语：Princess Karoline Mathilde of Schleswig-Holstein-Sonderburg-Glücksburg）（1894年—1972年）